# Карафа, Пьерлуиджи
Пьерлуиджи Карафа старший (итал. Pier Luigi Carafa senior; 18 июля 1581, Неаполь, Неаполитанское королевство — 15 февраля 1655, Рим, Папская область) — итальянский куриальный кардинал и папский дипломат. Епископ Трикарико с 29 марта 1624 по 8 января 1646. Апостольский нунций в Кёльне с 15 июля 1624 по 20 сентября 1634. Префект Священной Конгрегации Собора со 2 октября 1645 по 15 февраля 1655. Кардинал-священник с 6 марта 1645 с титулом церкви Санти-Сильвестро-э-Мартино-ай-Монти с 10 июля 1645 по 15 февраля 1655.